# 杜比恰尼
杜比恰尼，是匈牙利包尔绍德-奥包乌伊-曾普伦州所辖的一个村。总面积13.00平方公里，总人口299，人口密度23.0人/平方公里（2011年1月1日）。